# Knœringue
Knœringue település Franciaországban, Haut-Rhin megyében. Lakosainak száma 376 fő (2022. január 1.). Knœringue Berentzwiller, Ranspach-le-Haut, Michelbach-le-Haut, Muespach-le-Haut és Muespach községekkel határos.

## Népesség
A település népességének változása:
| Lakosok száma | 365  | 381  | 390  | 381  | 378  | 376  | 373  | 374  | 376  |
|               | 2013 | 2015 | 2016 | 2017 | 2018 | 2019 | 2020 | 2021 | 2022 |